# トヨタカローラ店

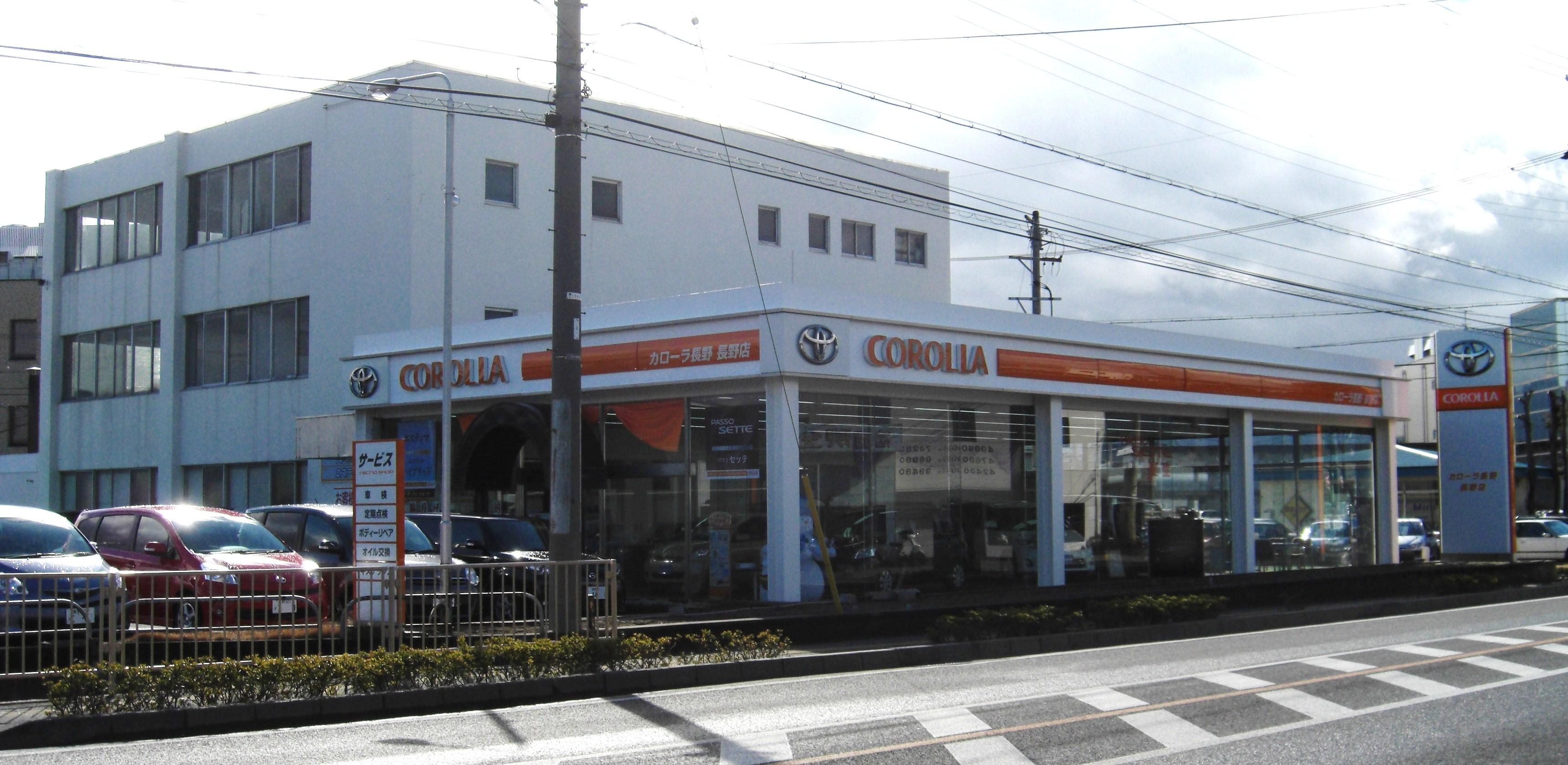
トヨタカローラ店ディーラーの一例
（トヨタカローラ長野 長野店）

トヨタカローラ店（トヨタカローラてん、英: Toyota Corolla Store）は、トヨタ自動車のディーラーのひとつ。「カローラ店」の通称で親しまれている。
キャッチコピーは「うれしいこと、全力で。あなたの街のカローラ店」。2006年2月までは「hello!」。

## 概要
1961年にトヨタパブリカ店として創立、店名にもなっているパブリカがオート店の販売に移行した後の1969年に現在の名称になる。ミニバンや実用型セダン、ハッチバック、果てはダイハツOEMのリッターカー（パッソ、ルーミー）や同ダイハツOEMの軽自動車（ピクシスシリーズ）など、幅広いファミリー層向けの車種を中心に扱っている。
同店のイベントのイメージキャラクターにはドラえもんを起用している。このことから、テレビ朝日系列で放送されているテレビアニメでは、トヨタが番組スポンサーとなっており、トヨタ新車販売店の全車種取り扱い開始に伴う販売チャネル制度廃止以前は同店の取り扱い車種に限定してCMが流れていた。ドラえもん起用以前には、とっとこハム太郎や星のカービィをイメージキャラクターに起用していたこともあった。
ディーラー名は原則「トヨタカローラ○○」としているが、東京地区の「トヨタ東京カローラ（現：トヨタモビリティ東京）」、「トヨタ西東京カローラ（現・トヨタS&Dフリート西東京）」は例外とされていた。○○のところにはたいてい、道府県名が入っている。ただし、同じ都道府県で二つ以上のカローラ店が存在する場合は、その地域にちなんだ名前が入っている。トヨタ自動車のお膝元である愛知県では愛知、名古屋の2社（2社とも本社は名古屋市）が愛知県全域で展開している。なお、カローラ店が複数ある都道府県では、販売会社ごとに担当エリアのすみわけがなされていることもある。
1957年に発足した販売会社のトヨタディーゼル店は、主にディーゼルエンジンを搭載した大型トラックを扱っていたが、大型トラック市場でのトヨタ車のシェアの低下に伴いパブリカを併売するようになった。結果、トヨタディーゼル店からパブリカ店（のちにカローラ店）への名称変更が相次ぎ、1989年に最後のディーゼル店がカローラ店になっている。宮城、埼玉、福岡などにディーゼル店を前身とするカローラ店が存在する理由はこのためである。
2007年よりトヨタの各販売店系列のデザイン刷新が行われ、順次オレンジをテーマカラーとしたデザインに変更した。
日本でレクサスが発足された2005年以降、カローラ店からレクサス店へブランク無しで直接移行された車種は1車種も存在していない。ただし、ブランクありも含めればウィンダム(2世代12年のブランクを経て2018年にレクサス店扱いでESとして復活)があり、カローラ店としては原型であるカムリと統合された  。また、2020年4月30日まではトヨタの販売チャネルの中で唯一、東京都を除きグランエース以外のディーゼル車を取り扱っていなかった。
東京地区では、全国に先駆けて2019年4月1日より販売チャネル制度を廃止しており、全車種をトヨタモビリティ東京とトヨタ西東京カローラ（現・トヨタS&D西東京）（一部車種を除く）で取り扱っている。
2020年5月からのトヨタ新車販売店の全車種取り扱い開始に伴う販売チャネル制度廃止の方針により、一部地域では他チャネルとの合併・再編が進み「トヨタカローラ店」を名乗るディーラーが存在しない地域がある（詳細は後述）。

## 主な取扱車種
※2023年11月現在
- ☆が付与された車種は2020年4月30日以前は専売車種扱いで、同年5月1日より全てのトヨタ車両販売店（一部除く）の取扱に移行した車種
- ◎が付与された車種は2020年5月1日の全車種併売化に伴って取扱を開始した車種

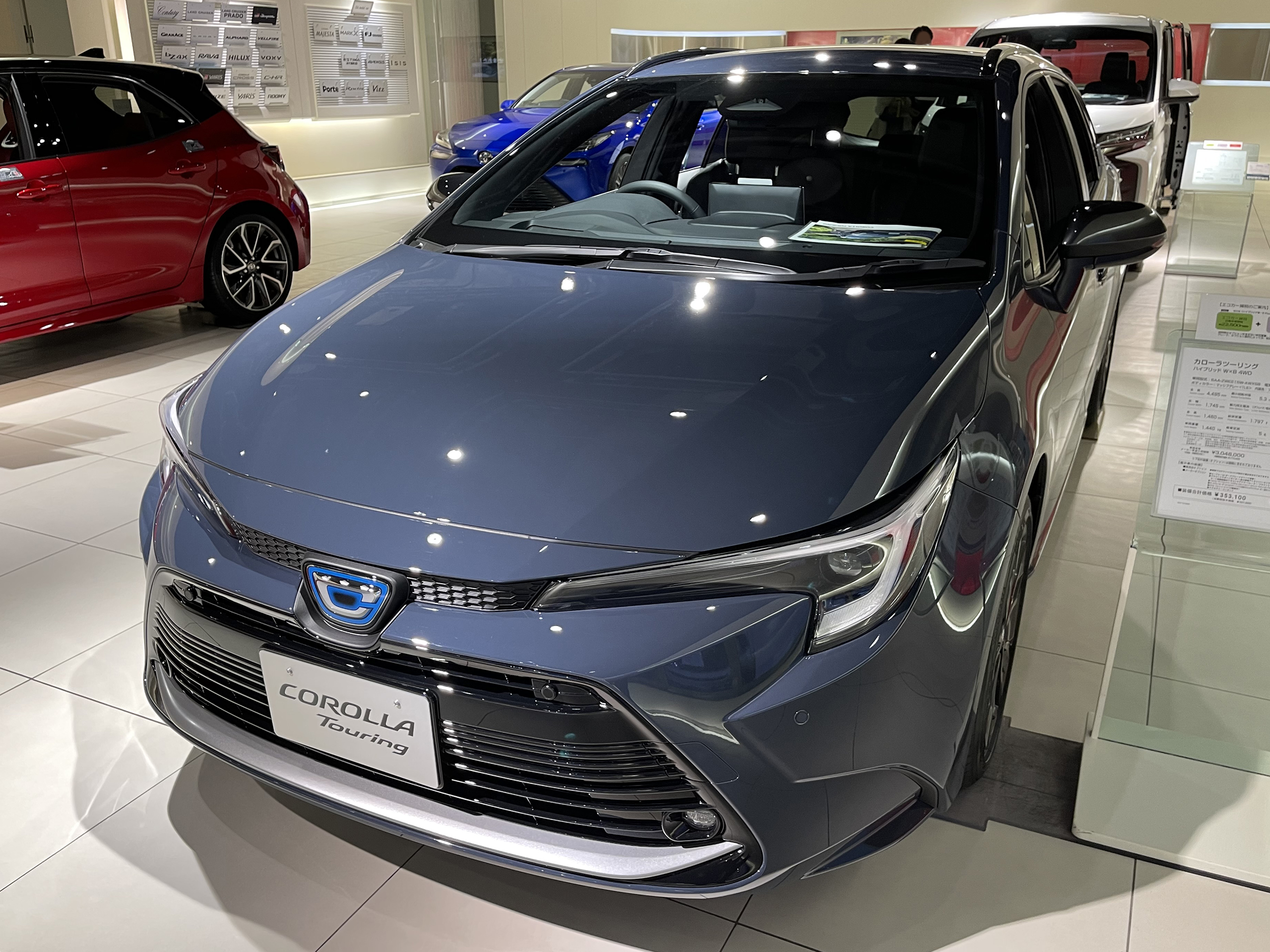
カローラツーリング
（画像は「HYBRID W×B」）

### セダン
- カムリ（2017年7月のフルモデルチェンジを機にトヨペット店、ネッツ店でも併売[注 6]）
- カローラ☆
- カローラアクシオ☆
- クラウン[注 7]
- センチュリー（セダンタイプ）◎（2020年4月30日まではトヨタ店の専売だった、一部販売店除く）
- プリウス（全てのトヨタ車両販売店で扱う）
- MIRAI（一部販売店除く）

### ワゴン
- カローラツーリング☆
- カローラフィールダー☆

### スポーツ
- GRカローラ
- GR86（全てのトヨタ車両販売店で扱う）
- GRヤリス
- スープラ（2代目までは専売、2019年5月発売の3代目は全てのトヨタ車両販売店で扱う）

### コンパクト
- アクア（全てのトヨタ車両販売店で扱う）
- カローラスポーツ☆
- ヤリス◎（2020年4月30日まではネッツ店の専売だった）
- ルーミー（ダイハツ・トールのOEM。2020年4月30日まではトヨタ店との併売だった）

### ミニバン
- アルファード◎（2020年4月30日まではトヨペット店の専売だった）
- ヴェルファイア◎（2020年4月30日まではネッツ店の専売だった）
- ヴォクシー◎（2020年4月30日まではネッツ店の専売だった）
- グランエース（全てのトヨタ車両販売店で扱う）
- シエンタ[注 8]（初代は発売当初～マイナーチェンジ前までネッツ店と併売、それ以降は専売。2代目からは全てのトヨタ車両販売店で扱う）
- ノア☆
- ハイエースワゴン◎（2020年4月30日まではトヨペット店の専売だった）

### SUV
- カローラクロス
- クラウン（クロスオーバー）
- クラウン（スポーツ）
- センチュリー（一部販売店除く）
- ハイラックス◎（2020年4月30日まではトヨタ店の専売だった）
- ハリアー◎（2020年4月30日まではトヨペット店の専売だった）
- bZ4X
- ヤリスクロス
- ライズ（2代目ダイハツ・ロッキーのOEM。全てのトヨタ車両販売店で扱う）
- RAV4（2020年4月30日まではネッツ店との併売だった）
- ランドクルーザー300◎（2020年4月30日まではトヨタ店の専売だった）
- ランドクルーザー70
- ランドクルーザープラド◎（2020年4月30日まではトヨタ店の専売だった）

### 軽自動車
ピクシスシリーズは2020年4月30日まではネッツ店及び一部のトヨタ店・トヨペット店との併売だった。コペン GR SPORTは全てのトヨタ車両販売店で取り扱う。
- ピクシスエポック（ダイハツ・ミライースのOEM）
- ピクシストラック（ハイゼットトラックのOEM）
- ピクシスバン（ダイハツ・ハイゼットカーゴのOEM）
- コペン GR SPORT（ダイハツ・コペンのOEM。OEM元と同じ車種名となるがトヨタブランドでは「GR SPORT」のみを取り扱う）

### 商用車
- プロボックスバン☆（カローラバンの後継車種、発売当初はネッツ店との併売だったが、2004年4月以降は専売となっていた）
- タウンエース☆（現行モデルはダイハツ・グランマックスの日本市場向けモデルにあたる）
- ハイエース◎（2020年4月30日まではトヨペット店の専売だった、コミューターは一部店舗では未取扱）
- ダイナ◎（2020年4月30日まではトヨタ店の専売だった、一部店舗では未取扱）
- コースター◎（2020年4月30日まではトヨタ店の専売だった、一部店舗では未取扱）

また、一部ディーラーではダイハツの車種を取扱っている（軽自動車のみ）。

## 過去の取扱車種
※ 太字の車種は海外生産車種
セダン
- パブリカ（初代のみ旧オート店と併売。2代目より旧オート店専売へ）
- ターセル（1982年5月まで旧ビスタ店と併売。初代のみ）
- セリカカムリ（のちのカムリ）
- カムリグラシア（セダン）
- ウィンダム（2005年11月に生産終了）
- セプターセダン（旧ビスタ店と併売）
- カローラセレス
- オリジン（全店併売）
- ベルタ（トヨペット店と併売）
- マークX（2019年12月生産終了。トヨタ西東京カローラのみ）
- アリオン（2020年4月30日まではトヨタ店の専売だった）
- プレミオ（2020年4月30日まではトヨペット店の専売だった）
- プリウスPHV（全店併売）

ステーションワゴン
- カローラツーリングワゴン（当初はカローラワゴン名義で販売。日本国内向けの後継車はカローラフィールダー）
- カローラビジネスワゴン（のちにアシスタワゴンに改名。後継車はプロボックスワゴン）
- セプターワゴン（旧ビスタ店と併売）
- カムリグラシア（ワゴン）
- プロボックスワゴン（カローラアシスタ(←ビジネス)ワゴンの後継車種）
- プリウスα（全店併売）

トールワゴン
- ナディア
- ファンカーゴ（旧ビスタ店と併売。後継車はラクティス）
- カローラルミオン
- ラクティス（トヨペット店と併売）
- タンク（ダイハツ・トールのOEM。2020年4月30日まではトヨペット店・ネッツ店での取扱だった）

ハッチバック（2BOX）
- ターセル3ドア（1982年5月まで旧ビスタ店と併売。のちに専売のカローラIIに移行）
- カローラII
- カローラFX（後継車はカローラランクス）
- デュエット（ダイハツ・ストーリアのOEM車種。後継車はパッソ）
- カローラランクス （アレックスとともに販売していた）
- WiLL サイファ（旧ビスタ店と併売）[注 9]
- ヴィッツ（後継車はヤリス。トヨタ西東京カローラのみ）
- スペイド（2020年4月30日まではネッツ店との併売だった）
- ポルテ（2020年4月30日まではトヨタ店・トヨペット店での取扱だった）
- パッソ（ダイハツ・ブーンのOEM。2代目まではダイハツ工業と共同開発。2020年4月まではカローラ店専売。2016年4月発売の3代目は開発を完全にダイハツに委ね、OEM調達となっていた）

SUV
- RAV4L（3代目にネッツ店専売へ）
- クルーガー（2005年までネッツ店と併売。後継車はヴァンガード）[注 10]
- ヴァンガード（トヨペット店と併売）
- RAV4 PHV
- C-HR（全てのトヨタ車両販売店で取扱う）

ミニバン / 1BOXワゴン
- ミニエースコーチ（後継車はタウンエースワゴン。旧オート店と併売）
- カローラスパシオ（実質的な後継車はパッソセッテ[注 11]）
- エスティマ / エスティマ ハイブリッド（トヨタ店と併売）
- パッソセッテ（ダイハツ工業と共同開発。ダイハツ・ブーンルミナスのOEM）
- エスクァイア（2020年4月30日まではトヨタ店・トヨペット店での取扱だった）

スポーツ（クーペ）
- スポーツ800
- カローラクーペ（のちにカローラレビンに統合）
- カローラハードトップ（のちにカローラレビンに統合）
- カローラリフトバック（のちにカローラレビンに統合）
- セリカXX（のちのスープラ）
- セプタークーペ（旧ビスタ店と併売）
- サイノス（トヨペット店、旧ビスタ店と併売）
- カローラレビン
- セリカ

軽自動車
全て、ネッツ店と一部のトヨペット店/トヨタ店でも取り扱っていた。また、後述するOEM元の車種も一部の店舗で取り扱っていた。
- ピクシススペース（後述するダイハツ・ムーヴコンテのOEM）
- ピクシス メガ（後述するダイハツ・ウェイクのOEM）
- ピクシス ジョイ（後述するダイハツ・キャストのOEM）

商用車
- パブリカバン／パブリカピックアップ（初代のみ旧オート店と併売。2代目より旧オート店専売へ）
- ミニエーストラック／ミニエースバン（後継車はタウンエースバン／タウンエーストラック。旧オート店と併売）
- カローラバン（後継車はプロボックスバン）

ダイハツ車（一部の店舗・軽自動車のみ）
本項では1998年10月以降に販売された車種のみを掲載する。
- ミゼットII／ミゼットIIカーゴ
- オプティ／オプティビークス／オプティクラシック
- ネイキッド
- MAX
- ソニカ
- ミラ／ミラアヴィ／ミラカスタム／ミラバン
- ミラジーノ
- ミラココア
- ムーヴラテ
- ムーヴコンテ（OEM版：ピクシススペース）
- エッセ
- テリオスキッド／テリオスルキア
- コペン
- タントエグゼ／タントエグゼカスタム
- ウェイク（OEM版：ピクシスメガ）
- キャストアクティバ/キャストスタイル/キャストスポーツ（OEM版：ピクシスジョイC/ピクシスジョイF/ピクシスジョイS）

沖縄県のみ取扱された車種
沖縄県には、1979年9月までトヨペット店が存在していなかったため同店専売車種のコロナマークⅡ、コロナなどをトヨタ店の沖縄トヨタ自動車で取り扱っていたことやビスタ店も存在しなかったことからトヨタ店とビスタ店の一部の専売車種をカローラ店のトヨタカローラ沖縄で取り扱っていた。
- ダイナ（1979年9月まで、同年10月から沖縄トヨタ自動車での取扱）
- コースター（1979年9月まで、同）
- マッシーダイナ（トヨタディーゼル店専売車種だったが同店がない地域ではトヨタ店で取扱されていた）
- WiLL Vi（ビスタ店専売車種）
- WiLL VS（同）
- WiLL サイファ（同）
- クルーガーV（同、姉妹車種でカローラ店専売車種のクルーガーLと並行して販売）

## ディーラー一覧
地域区分は公式サイトによる。法人の種類はいずれも株式会社。

### 北海道地方
- トヨタカローラ旭川（旭川市、旭川トヨタグループ）
- トヨタカローラ道北（旭川市、札幌トヨタグループ）
- トヨタカローラ函館（函館市、函館トヨペットグループ）
- トヨタカローラ北見（北見市、国安木材グループ）
- トヨタカローラ苫小牧（苫小牧市、札幌トヨタグループ。2013年11月にトヨタカローラ室蘭から社名変更及び本社所在地を苫小牧市に移転）

かつて存在した販売店
- トヨタカローラ北海（旧：札幌トヨタディーゼル。ビスタ店を経て2004年5月にネッツトヨタ道都に社名変更）
- トヨタカローラ釧路（釧路貨物グループ。2022年7月に釧路トヨペット（現：トヨタモビリティ釧路）が吸収合併）
- トヨタカローラ帯広（2024年4月、帯広トヨペット（現：トヨタモビリティ帯広）が吸収合併）
- トヨタカローラ札幌（現：AGHトヨタ札幌、アンビシャスグループ北海道。2025年4月に札幌トヨペットとネッツトヨタ函館とともに経営統合）

### 東北地方
- トヨタカローラ青森（青森市）
- トヨタカローラ八戸（八戸市、塚原グループ）
- トヨタカローラ岩手（盛岡市、塚原グループ）
- トヨタカローラ南岩手（花巻市）
- トヨタカローラ秋田（秋田市、秋田トヨペットグループ）
- トヨタカローラ山形（山形市）
- トヨタカローラ福島（郡山市）
- トヨタカローラいわき（いわき市）

かつて存在した販売店
- トヨタカローラ仙台（1970年5月にトヨタオート店に系列変更し、1998年にネッツトヨタ仙台に社名変更）
- トヨタカローラ宮城（旧：宮城トヨタディーゼル、2023年4月1日付で宮城トヨタ自動車が吸収合併[2]）

### 関東地方
- トヨタカローラ南茨城（つくば市、茨城トヨタグループ。トヨタカローラ茨城の経営破綻に伴う受け皿会社として設立）
- トヨタカローラ新茨城（水戸市、旧：トヨタカローラ日立）
- トヨタカローラ栃木（宇都宮市）
- トヨタカローラ群馬（前橋市）
- トヨタカローラ高崎（高崎市）
- トヨタカローラ埼玉（上尾市）
- トヨタカローラ新埼玉（さいたま市中央区、トヨタ勝又グループ。旧：埼玉トヨタディーゼル）
- トヨタカローラ千葉（千葉市美浜区、トヨタ勝又グループ）
- トヨタカローラ山梨（甲斐市、トヨタカローラ埼玉グループ）
- トヨタカローラ新潟（新潟市中央区、新潟トヨタグループ）
- トヨタカローラ北越（長岡市、新潟トヨタグループ）

かつて存在した販売店
- トヨタカローラ東急（旧：横浜トヨタディーゼル、1972年10月にトヨタカローラ横浜が吸収合併）
- トヨタカローラ京葉（旧：千葉トヨタディーゼル、1990年12月にトヨタカローラ千葉が吸収合併）
- トヨタカローラ茨城（1997年経営破綻。店舗はトヨタカローラ南茨城およびトヨタカローラ新茨城に譲渡）
- トヨタ東京カローラ（2019年4月にトヨタ東京販売ホールディングス（現：トヨタモビリティ東京）が東京トヨタ自動車、東京トヨペット、ネッツトヨタ東京とともに吸収合併）
- トヨタカローラ横浜（2020年5月1日付で神奈川トヨタ自動車が吸収合併。屋号をトヨタモビリティ神奈川とした）
- トヨタ西東京カローラ（現：トヨタS&Dフリート西東京、S&Dホールディングスグループ。2022年4月に個人向け販売を会社分割によりネッツトヨタ多摩（現：トヨタS&D西東京）に承継し、法人向け事業に特化[3]）
- トヨタカローラ神奈川（ウエインズグループ。2023年1月に横浜トヨペット（現：ウエインズトヨタ神奈川）がネッツトヨタ神奈川とともに吸収合併）

### 中部地方
- トヨタカローラ富山（富山市）
- トヨタカローラ福井（福井市）
- トヨタカローラ静岡（静岡市葵区）
- トヨタカローラ愛知（名古屋市東区、Gホールディングスグループ）
- トヨタカローラ名古屋（名古屋市中区、Gホールディングスグループ）
- トヨタカローラ三重（四日市市）

かつて存在した販売店
- トヨタカローラ名都（旧：名古屋トヨタディーゼル株式会社、1996年4月にトヨタカローラ愛豊に吸収合併）
- トヨタカローラ石川（2020年4月に石川トヨペット（現：石川トヨペットカローラ）に吸収合併）
- トヨタカローラ南信（NTPグループ。2020年7月1日付で新たに設立されたNTPトヨタ信州がネッツトヨタ信州とともに吸収合併）
- トヨタカローラ長野（2021年4月1日付で長野トヨペット、ネッツトヨタ長野とともに長野トヨタ自動車が吸収合併。トヨタUグループ）
- トヨタカローラ東海（旧：静岡トヨタディーゼル、静岡鉄道グループ。2021年4月にネッツトヨタスルガとともに静岡トヨペット（現：トヨタユナイテッド静岡）が吸収合併[4]。合併後も「トヨタカローラ東海」の屋号を継続していたが、2022年5月10に廃止[5]）
- トヨタカローラ中京（現：トヨタモビリティ中京、遠山グループ。2021年9月1日付で社名変更）
- トヨタカローラ岐阜（セイノーグループ。2023年1月1日付でネッツトヨタ岐阜（現：トヨタカローラネッツ岐阜）が吸収合併）
- トヨタカローラ愛豊（ATグループ。2023年5月に愛知トヨタ自動車と経営統合）

### 近畿地方
- トヨタカローラ滋賀（草津市）
- トヨタカローラ京都（京都市中京区）
- トヨタカローラ南海（堺市西区、トヨタ久保グループ ）
- トヨタカローラ神戸（神戸市灘区）
- トヨタカローラ姫路（姫路市、兵庫トヨタ・HTグループ ）
- トヨタカローラ兵庫（神戸市兵庫区、兵庫トヨタ・HTグループ、旧：神戸トヨタディーゼル）
- トヨタカローラ和歌山（和歌山市）

かつて存在した販売店
- トヨタカローラ浪速（2018年5月にトヨタカローラ大阪が吸収合併）
- トヨタカローラ奈良（奈良トヨタグループ、2021年4月、奈良トヨタ自動車（現：奈良トヨタ）に吸収合併）
- トヨタカローラ新大阪（現：トヨタモビリティ新大阪、トヨタ久保グループ。2023年1月、ネッツトヨタ新大阪を吸収合併し社名変更）
- トヨタカローラ大阪（大阪トヨペットグループ、2025年1月、大阪トヨペットに吸収合併）

### 中国地方
- トヨタカローラ鳥取（米子市、島根トヨタグループ）
- トヨタカローラ島根（松江市、島根トヨタグループ）
- トヨタカローラ岡山（岡山市北区）
- トヨタカローラ広島（広島市西区、卜部グループ）
- トヨタカローラ山口（周南市、卜部グループ）

### 四国地方
- トヨタカローラ徳島（徳島市）
- トヨタカローラ香川（高松市）
- トヨタカローラ愛媛（松山市）
- トヨタカローラ高知（高知市、西山グループ）

### 九州・沖縄地方
- トヨタカローラ博多（福岡市博多区）
- トヨタカローラ福岡（福岡市中央区、昭和自動車グループ。旧：福岡トヨタディーゼル）
- トヨタカローラ佐賀（佐賀市、佐賀トヨペットグループ）
- トヨタカローラ長崎（長崎市）
- トヨタカローラ大分（大分市）
- トヨタカローラ鹿児島（鹿児島市、南国殖産グループ）

かつて存在した販売店
- トヨタカローラ熊本（現：ユナイテッドトヨタ熊本。2020年5月にネッツトヨタ中九州を吸収合併し社名変更。カローラの屋号は「カローラ熊本」として存続）
- トヨタカローラ沖縄（OTMグループ。2022年4月1日に沖縄トヨペット、ネッツトヨタ沖縄とともに沖縄トヨタ自動車が吸収合併）
- トヨタカローラ宮崎（宮崎トヨタグループ。2023年4月1日付で宮崎トヨタ自動車に吸収合併）